# 호쿠에쓰 급행

호쿠에쓰 급행 주식회사(일본어: 北越急行株式会社 호쿠에쓰큐코[*], Hokuetsu Express Corporation)는 니가타현에서 호쿠호쿠 선을 운영하는 제3섹터 방식의 철도 회사이다.

## 역사
- 1984년 8월 30일 - 회사 설립.
- 1997년 3월 22일 - 호쿠호쿠 선 무이카마치역 - 사이가타역 사이 개업. 동선을 통해 특급 "하쿠타카" 운전 개시.
- 2015년 3월 14일 - 호쿠리쿠 신칸센 나가노역 - 가나자와역 간의 개업에 따라 특급 "하쿠타카"를 폐지하고, 새로이 HK100형을 사용한 최우등 계통으로 초쾌속 "스노우 래빗"을 운행 개시.

## 노선
- 호쿠호쿠 선: 59.5 km

## 차량
- 호쿠에쓰 급행 HK100형 전동차